# Колач
Колач је мањи слатки комад пецива пуњен различитим филовима. Најчешћи састојак колача јесу мед или шећер, маслац, млеко, ораси и друго коштуњаво воће, јаја, чоколада или какао и различите врсте воћа (џемова и мармелада). Могу бити различитог облика, али најчешће су округлог или правоугаоног облика. Мањи комади теста називају се ситни колачи или колачићи.

## Историја
Колачи и посластице постојали су од древних времена. Припремали су их стари Египћани, Грци, Римљани. Кинески изум, млеко у праху, у свом товару носио је чувени трговац, путник и путописац Марко Поло. Прве пите од слатког сира (сира и меда), својеврсне су претече торти од сира (чизкејк) прављене у Грчкој у време одржавања прве Олимпијаде, дакле 776. године пре наше ере. У сваком случају, није лако закључити који је колач најстарији.
Термин „торта” има дугу историју. Сама реч је викиншког порекла, од старонордијске речи „кака“.
Стари Грци су колач звали πλακοῦς (plakous), што је изведено од речи за „равно“, πλακόεις (plakoeis). Печена је од брашна помешаног са јајима, млеком, орасима и медом. Они су исто тако имали торту звану „сатура“, која је била равна тешка торта. Током римског периода, назив за колач је постао „плацента” који је изведен из грчког израза. Плацента се пекла на подлози за пециво или у кутији за пециво.
Грци су измислили пиво као дизач, пржене фритере на маслиновом уљу и колаче од сира од козјег млека. У старом Риму, основно тесто за хлеб понекад је обогаћено путером, јајима и медом, што је давало слатко и печено јело, налик на колач. Латински песник Овидије спомиње своју и братову рођенданску забаву и торту у својој првој књизи изгнанства, Tristia.
Бисквит колачи, дигнути размућеним јајима, настали су у доба ренесансе, вероватно у Шпанији.

### Мешавине за колаче
Током Велике депресије, постојао је вишак меласе и потреба да се обезбеди лако направљена храна милионима економски депресивних људи у Сједињеним Државама. Једна компанија је патентирала мешавину колача и хлеба како би се изборила са овом економском ситуацијом и тако поставила прву линију колача у кутији. На тај начин је колач, како је данас познат, постао производ масовне производње, а не домаћи или пекарски специјалитет.
Касније, током послератног процвата, друге америчке компаније (посебно Џенерал Милс) су даље развијале ову идеју, пласирајући микс за колаче на принципу погодности, посебно за домаћице. Када је 1950-их продаја снажно пала, трговци су открили да је печење колача, некада задатак у којем су домаћице могле да испоље вештину и креативност, постало деморализирајуће. Ово је био период америчке идеолошке историје када су жене, пензионисане из ратне радне снаге, биле ограничене на кућну сферу, док су још увек биле изложене процвату конзумеризма у САД. Ово је инспирисало психолога Ернеста Диктера да пронађе решење за проблем мешавине колача у глазури. Пошто је прављење торте било тако једноставно, домаћице и други домаћи израђивачи колача могли су да потроше своју креативну енергију на украшавање торти инспирисано, између осталог, фотографијама у часописима богато украшених колача.

## Варијетети

### Путерни колач
Колачи од путера се прави од кремастог путера, шећера, јаја и брашна. Они се ослањају на комбинацију путера и шећера који се муте дуже време да би се у тесто уградио ваздух. Класична паунд торта се прави са по пола килограма путера, шећера, јаја и брашна. Друга врста колача са путером која своје име добија по пропорцији коришћених састојака је колач 1-2-3-4: 1 шоља путера, 2 шоље шећера, 3 шоље брашна и 4 јаја. Према Бет Тартан, ова торта је била једна од најчешћих међу америчким пионирима који су населили Северну Каролину.
Прашак за пециво се налази у многим колачима од путера, као што је Викторијин сунђер.

### Бисквит торта
Анђеоска торта је бела торта која користи само беланца јаја и традиционално се пече у Бандт плеку. Француски Женоис је бисквит торта која укључује прочишћени путер. Високо украшени бисквит са раскошним преливима понекад се називају gateau, француска реч за торту. Шифонски колачи су бисквит са биљним уљем, који додаје влажност.

### Чоколадна торта
Чоколадне торте су колачи од путера, бисквита или други колачи ароматизовани отопљеном чоколадом или какао прахом. Немачка чоколадна торта је врста чоколадних колача. Фаџ торте су чоколадне торте које садрже фаџ.

### Колач са једним јајетом
Овај колач се прави од једног јајета. Могу се правити са путером или поврћем. Ова торта је била економичан рецепт када је коришћење два јајета за сваки колач било прескупо.

## Торте посебне намене
Ланкаширска торта за удварање је торта пуњена воћем коју је пекла вереница за свог вереника. Торта је описана као „негде између чврстог сунђера – са већим уделом брашна према масти и јајима него Викторијин бисквит – и подлоге од пецива и била је доказ вештина печења будуће младе”. Традиционално је то двослојна торта пуњена и преливена јагодама или малинама и шлагом.
- Украшена рођенданска торта
- Торта за Ноћ вештица у облику бундеве
- Свадбене торте на свадбеној представи

## Брашно за колаче
Специјално брашно за колаче са високим односом скроба и глутена се прави од фино текстурне, меке пшенице са ниским садржајем протеина. Јако је избељено и у поређењу са универзалним брашном, брашно за колаче има тенденцију да резултира колачима светлије, мање густе текстуре. Због тога се често наводи или преферира у колачима који треба да буду меки, лагани и/или светло бели, као што је торта анђелске хране. Међутим, ако је потребно брашно за колаче, замена се може направити заменом малог процента вишенаменског брашна кукурузним скробом или уклањањем две кашике из сваке шоље вишенаменског брашна. Неки рецепти изричито наводе или дозвољавају брашно за све намене, посебно тамо где се жели чвршћа или гушћа текстура колача.

## Печење
Колач може да се не испече како треба, што се назива „падање“. У колачу који „падне“ делови могу да потону или да се спљоште, јер је печен на прениској или превисокој температури када је недовољно печен и када се стави у рерну која је превише врућа на почетку процеса печења. Употреба прекомерне количине шећера, брашна, масти или квасца такође може да доведе до пада колача. Колач такође може пасти када је подвргнут хладном ваздуху који улази у рерну када се врата рерне отворе током процеса кувања.

## Галерија
- Славонски колачи
- Славски колачи
- Ванил кифле
- Медењаци
- Медењаци са ђумбиром
- Медени возић
- Скуп медених кућица
- Медена кућица у стилу железничке станице